# 조지프 B. 포에이커

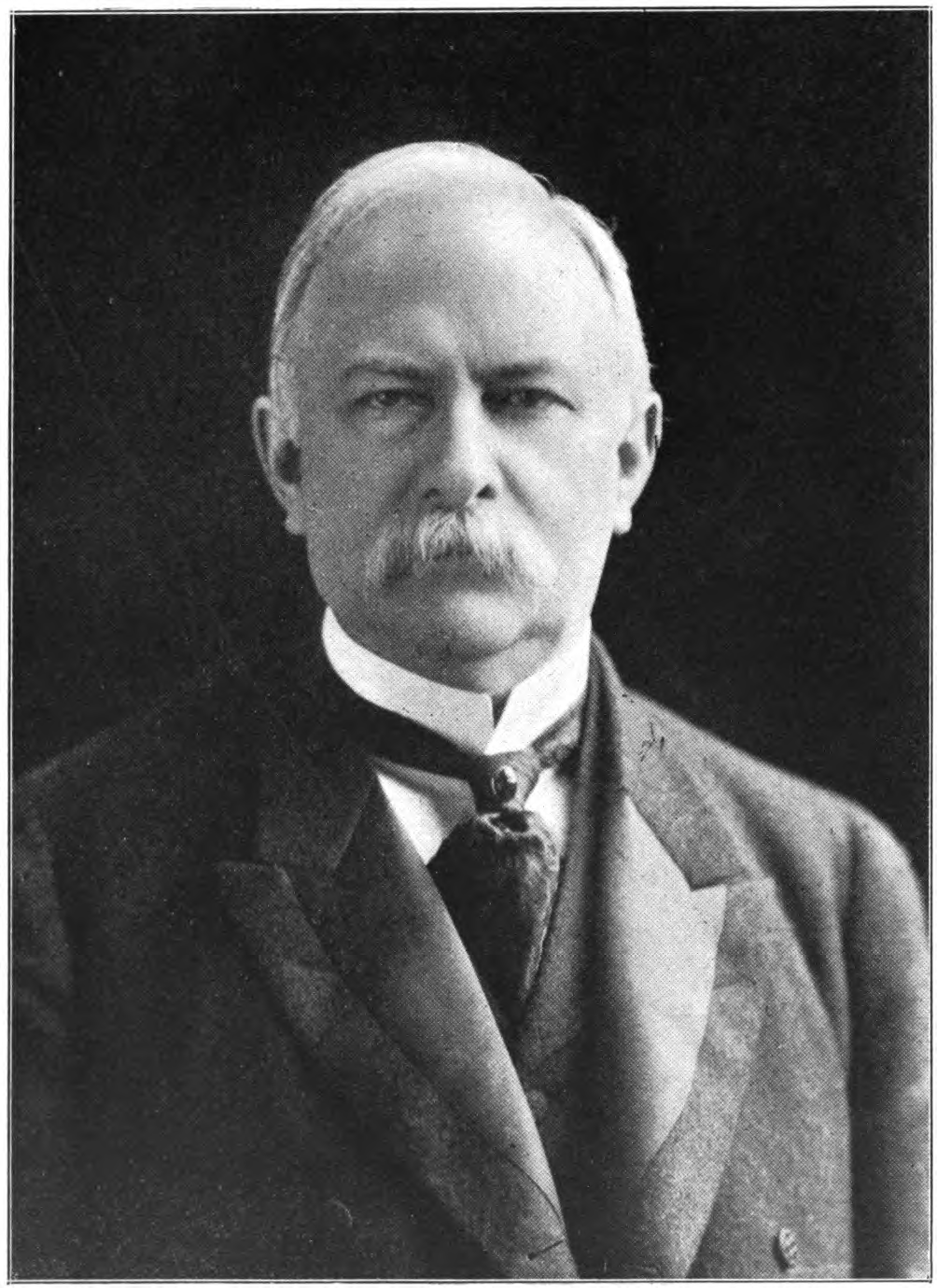

조지프 벤슨 포에이커(영어: Joseph Benson Foraker, 1846년 7월 5일 ~ 1917년 5월 10일)는 미국의 정치인으로, 1886년부터 1890년까지 제37대 오하이오주지사였으며 1897년부터 1909년까지 공화당 소속 상원의원이었다.
1846년 오하이오주의 시골동네에서 태어났으며, 16세 때 남북전쟁으로 북군에 징집되었다. 3년을 복무했으며 대위까지 승진했다. 전후 코넬 대학교의 첫 졸업반 학생이 되었으며, 이후 법조인으로 활동했다. 정치에 관심을 갖기 시작하던 중 1879년 판사가 되었고 정치연설가로 명성을 떨쳤다. 1883년 오하이오 주지사에 처음으로 도전했으나 낙선했으며, 2년 후 재도전해 당선되었다. 도지사 시절 클리블랜드의 실업가 마크 해나와 동맹을 맺었으나, 1888년 결별했으며, 1889년 재선에 실패했다. 1892년 연방 상원의원으로 도전했으나 실패했으며, 1896년 오하이오 주의회로부터 선출되었다.
상원의원 시절 미국-스페인 전쟁을 지지했으며, 필리핀과 푸에르토리코를 자국에 합병할 것을 주장했다. 이를 바탕으로 포에이커 법이 제정되었으며, 이에 따라 푸에르토리코는 미국 치하에서 첫 번째 시민정부를 구성하게 되었다. 철도규정 및 정치적 후원 문제를 두고 시어도어 루스벨트 대통령과 관계가 틀어졌으며, 이는 브라운스빌 게이트에서 극을 달렸다. 해당 사건은 흑인 병사들이 텍사스의 한 마을에서 테러를 일삼은 혐의로 기소되었는데, 이 때 루스벨트가 부대 자체를 해산하면서 촉발되었다. 포에이커는 루스벨트의 조치가 매우 불공정하다고 반발했으며, 부대의 회복을 위해 싸웠다. 1907년 그리다이언 클럽에서 루스벨트가 포에이커의 낙선을 추진한 게 문제가 되어 둘의 갈등은 절정에 달했다. 1917년 사망했다.
알래스카 산맥에서 두 번째로, 미국 전역에서 세 번째로 높은 산인 포에이커 산은 1899년 그의 이름을 따 개칭되었다.